# Nacarina robusta
Nacarina robusta är en insektsart som först beskrevs av Banks 1905.  Nacarina robusta ingår i släktet Nacarina och familjen guldögonsländor. Inga underarter finns listade i Catalogue of Life.